# Хутор Чубинского
«Хутор Чубинского» (укр. Хутір Чубинського) — ландшафтный заказник общегосударственного значения, расположенный на территории Бориспольского района (Киевская область, Украина).
Площадь — 10 га.

## История
Заказник был создан согласно Указу Президента Украины от 10 февраля 1994 года №750.
Постановлением Кабинета Министров Украины № 700 от 23 апреля 1999 года восстановление усадьбы Чубинских включено в государственную программу возрождения выдающихся памятников истории и культуры.

## Описание
Природоохранный объект создан с целью охраны ценных природных комплексов и историко-культурного наследия. На месте заказника была усадьба Чубинских, где жил Павел Чубинский. Заказник расположен на территории Великоалександровского сельсовета — между селами Чубинское и Гора и ограничен Бориспольским шоссе (М03) на юге и застройкой села Чубинское. Территория заказника разделена улицей Погребняки, образовывая северо-восточную секцию.
Заказник не ограждён, у входа есть информационный щит-указатель.
Ближайший населённый пункт — Чубинское; город — Борисполь и Киев.

## Природа
Природа заказника представлена лиственным лесом с доминированием дуба. Возраст деревьев достигает 200-300 лет. Лес является уцелевшей частью лесного массива Левобережья Днепра и является предметом дендрологических исследований.